# USS Boxer (LHD-4)
El USS Boxer (LHD-4) es un buque de asalto anfibio clase Wasp de la Armada de los Estados Unidos. Es el sexto buque de la Armada en llevar este nombre por el HMS Boxer, un bergantín británico capturado por el USS Enterprise en septiembre de 1813.

## Construcción

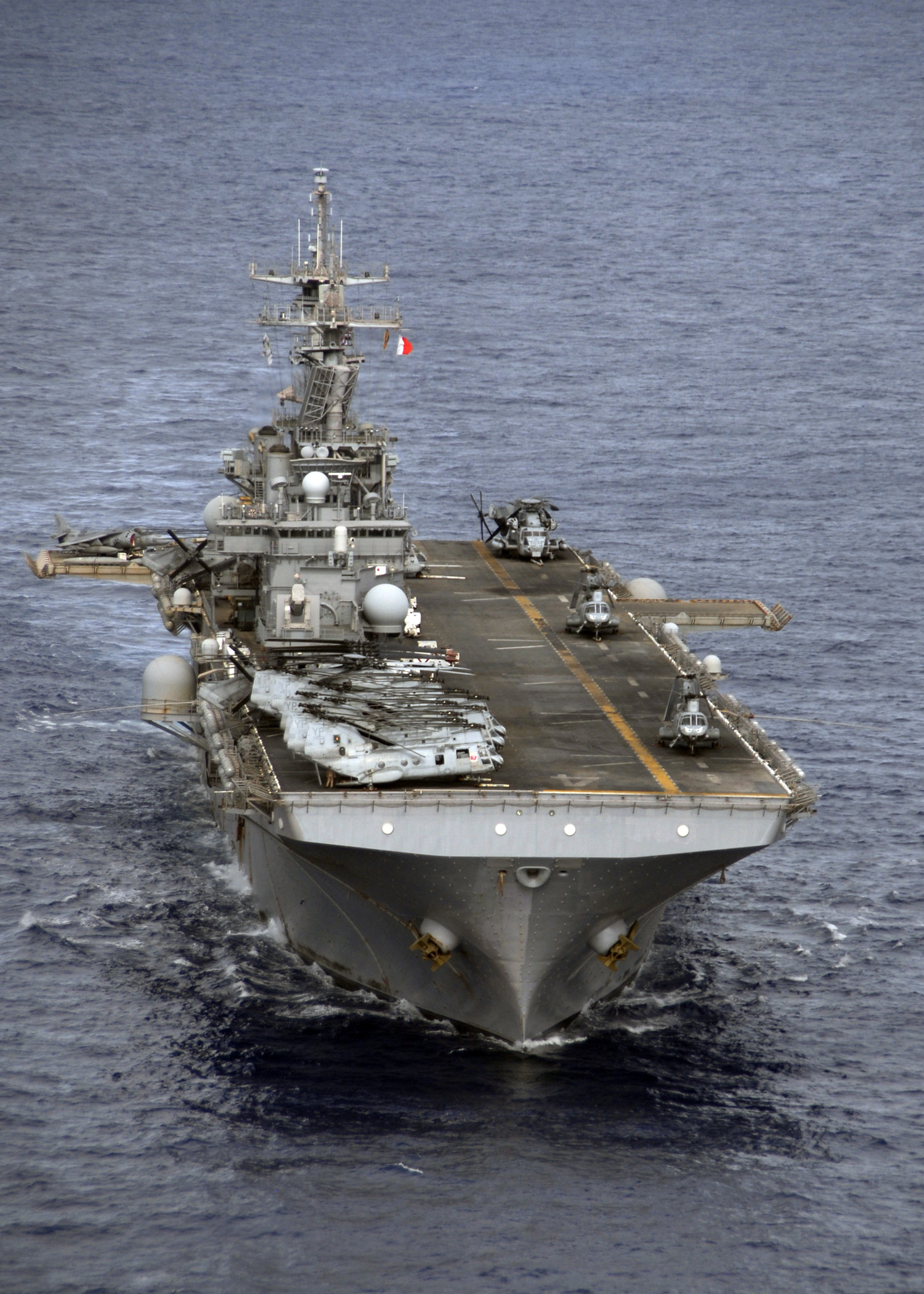
El USS Boxer transita el océano Pacífico en su regreso a su puerto base en San Diego (25 de julio de 2009).

El contrato de construcción fue adjudicado a Ingalls Shipbuilding en Pascagoula, Misisipi. La quilla fue puesta en grada el 18 de abril de 1991 y el buque fue botado el 13 de agosto de 1993 amadrinado por la señora Becky Miller. Fue asignado el 11 de febrero de 1995 con el capitán Robert E. Annis al mando.

## Despliegues
- 24 de marzo de 1997 – 24 de septiembre de 1997, despliegue inaugural;
- 5 de diciembre de 1998 – 5 de junio de 1999, Pacífico occidental-océano Índico-golfo Pérsico;
- 13 de marzo de 2001 – 14 de septiembre de 2001, Pacífico occidental-océano Índico-golfo Pérsico;
- 17 de enero de 2003 – 26 de julio de 2003, Pacífico occidental-océano Índico-golfo Pérsico;
- 14 de enero de 2004 – 29 de abril de 2004, Pacífico occidental-océano Índico-golfo Pérsico;
- 29 de abril de 2005 – 14 de septiembre de 2005, Pacífico occidental;
- 13 de septiembre de 2006 – 31 de mayo de 2007, Pacífico occidental-océano Índico-golfo Pérsico;
- 28 de abril de 2008 – 26 de junio de 2008, Pacífico oriental;
- 9 de enero de 2009 – 1 de agosto de 2009, Pacífico occidental-océano Índico-golfo Pérsico;
- 22 de febrero de 2011 – 30 de septiembre de 2011, Pacífico occidental-océano Índico-golfo Pérsico;
- 23 de agosto de 2013 – 25 de abril de 2014, Pacífico occidental-océano Índico-golfo Pérsico.